# Синдром высвобождения цитокинов
Синдром высвобождения цитокинов (англ. cytokine release syndrome) — потенциально угрожающий жизни системный воспалительный ответ организма на определённые лекарственные препараты или инфекции. В качестве последствий применения лекарств также называется инфузионной реакцией, может быть следствием иммунотерапий с моноклональными антителами, биспецифичными антителами и модифицированными T-клетками, приводя к большому выбросу цитокинов целевыми клетками, например, интерлейкина-6 (IL-6), интерферона гамма или других интерферонов, основным же медиатором является IL-6.
У большинства пациентов синдром высвобождения цитокинов проходит в лёгкой или средней форме и может быть легко вылечен, однако у некоторых могут развиться угрожающие жизни симптомы. Большой выброс цитокинов в кровь может сопровождаться тошнотой, ознобом, лихорадкой, сыпью, головной болью, гипотонией, одышкой и другими симптомами. Исследования показывают, что синдром лечится иммуносупрессией, однако это может ограничить эффективность иммунотерапии, из-за которой возникло осложнение.
В качестве механизма развития тяжёлых вирусных инфекций наподобие гриппа предполагается массированная стимуляция T-клеток, приводящая к цитокиновому шторму, но цитокиновый шторм также наблюдается и в ответ на определённые иммунотерапии. Сам термин «цитокиновый шторм» часто используется взаимозаменяемо с синдромом высвобождения цитокинов, однако данные нарушения имеют разные характеристики, несмотря на схожий клинический фенотип. В качестве последствий применения лекарственных препаратов синдром высвобождения цитокинов характеризуется отложенным проявлением симптомов после терапии. При быстром нарастании симптомов, синдром высвобождения цитокинов является цитокиновым штормом.

## Классификация
Существуют разные системы классификации синдрома высвобождения цитокинов, вызванного иммунотерапиями, по степеням тяжести. Изначально использовалась классификация CTCAE, разработанная Национальным институтом онкологии США и являющаяся наиболее часто используемой. Новая шкала была разработана в Пенсильванском университете (Penn), она зависит от легко определяемых клинических проявлений, не зависит от типа поддерживающего лечения и применима как к случаям с задержкой в проявлении симптомов, так и к случаям с их быстрым нарастанием при лечении T-клетками.
| Степень | Классификация Penn | CTCAE v4.0 |
| ------- | --- | --- |
| 1       | Лёгкая реакция на терапию. Симптоматическое лечение включает жаропонижающие и противорвотные средства. | Лёгкая реакция на терапию. Инъекции продолжаются, лечение симптомов не уточняется. |
| 2       | Средняя реакция. Признаки нарушения работы внутренних органов, для лечения симптомов, включая лихорадку с нейтропенией, требуется госпитализация и внутривенные терапии. | Показано прерывание вызвавшей нарушение терапии. Симптоматическое лечение включает в себя антигистаминные препараты, нестероидные противовоспалительные, внутривенные жидкости и обезболивание. Реакция организма на лечение быстрая.                                 |
| 3       | Более тяжёлая реакция. Для лечения симптомов, связанных с нарушением работы внутренних органов, требуется госпитализация. Гипотония лечится внутривенной жидкостной терапией или малыми дозами вазопрессоров. При коагулопатии требуется переливание плазмы крови, криопреципитат или концентрата фибриногена. При гипоксии требуется кислородная терапия. | Продолжительная реакция на терапию, при которой не происходит быстрого улучшения состояния в ответ на лечение и прерывание вызвавшей нарушение терапии. Госпитализация показана в связи с осложнениями, например, почечной недостаточностью и инфильтратами в лёгких. |
| 4       | Угрожающие жизни осложнения. Гипотония требует высоких доз вазопрессоров. Гипоксия — механической вентиляции лёгких. | Угрожающие жизни последствия. Требуются вазопрессоры и механическая вентиляция лёгких. |

Системы классификации хотя и имеют 4 градации, но их отличия означают, что одного и того же пациента можно лечить разными методами, в зависимости от системы классификации. Соответственно, могут быть отличными исходы лечения, в зависимости от рекомендаций используемой классификации.

## Симптомы
Симптомы могут быть различными и варьируются от лёгких гриппоподобных симптомов до тяжёлых проявлений с угрозой для жизни из-за сильного воспалительного ответа. В лёгких случаях симптомы могут включать:
- лихорадку,
- утомляемость,
- головную боль,
- сыпь,
- боль в суставах,
- боль в мышцах.

Более тяжёлые случаи характеризуются высокой температурой и гипотонией. При III и IV степенях могут быть сердечно-сосудистые, лёгочные и почечные поражения.

## Клиническая картина
Синдром высвобождения цитокинов может проявляться большим разнообразием симптомов. Распространёнными являются респираторные симптомы, что в лёгких случаях может проявляться в виде гриппоподобного заболевания с кашлем и тахипноэ. Однако возможно прогрессирование до острого респираторного дистресс-синдрома с одышкой, гипоксией и двусторонним затемнением на рентгенографических снимках.
В тяжёлых случаях может проявляться гипотонией с высокой температурой и некотролируемым системным воспалением. Возможны шок, требующий применения вазопрессоров, увеличение проницаемости сосудов, диссеминированное внутрисосудистое свёртывание и полиорганная недостаточность. Также в тяжёлых случаях возможны ассоциированные с синдромом высвобождения цитокинов гемофагоцитарный лимфогистиоцитоз или синдром активации макрофагов, при которых может наблюдаться высокая температура, сильное повышение уровня ферритинов и гипертриглицеридемия.

## Патогенез
Клинические проявления синдрома высвобождения цитокинов появляются, когда большое количество лимфоцитов или миелоидных клеток начинает высвобождать провоспалительные цитокины. Синдром ассоциируется с применением:
- моноклональных антител к CD3, CD52 или CD20, а также суперагониста CD28 — TGN1412[15];
- биспецифичных антител, в частности, для лечения лейкомы[15];
- адаптивных иммунотерапий против рака, в особенности модифицированных T-клеток, экспрессирующих химерный антигенный рецептор (CAR)[15].

Основным медиатором токсичности является IL-6, который обладает как противовоспалительными, так и провоспалительными свойствами. Противовоспалительные свойства проявляются при обычном механизме сигнализирования, а провоспалительные — при транссигнализировании из-за повышенного уровня IL-6, запуская сигнальный каскад. IL-6 может присоединяться к рецепторам gp130 или IL-6R, рецептор IL-6R ответчает за обычное сигнализирование и присутствует у макрофагов, нейтрофилов, гепатоцитов и некоторых T-клеток, рецептор sIL-6R может задействовать механизм транссигнализирования, при котором задействуется гораздо более широкий массив клеток.
Цитокиновый шторм может возникнуть в результате воспалительной цепной реакции, которая подавляет противодействующие гомеостазные механизмы, что может быть связано с особенностями организма, заболеванием и применяемой терапией. В качестве патофизиологического механизма тяжёлых вирусных инфекций также предполагается цитокиновый шторм в результате массовой стимуляции T-клеток.

## История
Термин «синдром высвобождения цитокинов» впервые был использован в начале 1990-х для описания побочной реакции иммунной системы на иммуносуппрессию муромонабом-CD3, применяемую при пересадке органов. Впоследствии термин стал применяться для описания иммунной реакции и на другие иммунотерапии.